# Trenčianske Jastrabie
Trenčianske Jastrabie (em húngaro: Ölved) é um município da Eslováquia, situado no distrito de Trenčín, na região de Trenčín. Tem 12,25 km² de área e sua população em 2018 foi estimada em 1.224 habitantes.

## Demografia
| Ano:        | 1994 | 2004   | 2014   | 2024    |
| ----------- | ---- | ------ | ------ | ------- |
| Broj ljudi: | 1224 | 1206   | 1214   | 1391    |
| Razlika:    |      | -1,47% | +0,66% | +14,57% |

| Ano:               | 2023 | 2024   |
| ------------------ | ---- | ------ |
| Número de pessoas: | 1382 | 1391   |
| Diferença:         |      | +0,65% |